# Dasyvalgus obscurus
Dasyvalgus obscurus är en skalbaggsart som beskrevs av Moser 1921. Dasyvalgus obscurus ingår i släktet Dasyvalgus och familjen Cetoniidae. Inga underarter finns listade i Catalogue of Life.